# Sonarboj

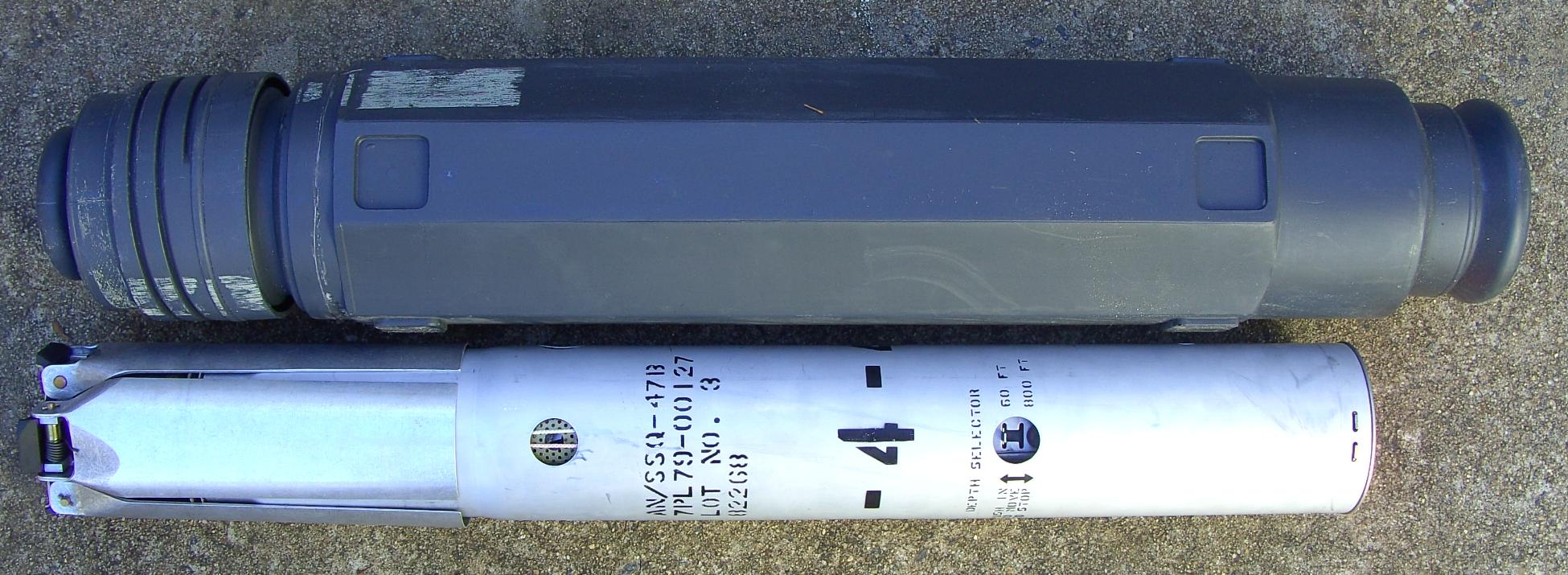
En AN/SSQ-47B aktiv boj av enklare typ som bara mäter avstånd. Det övre är en transportbehållare.

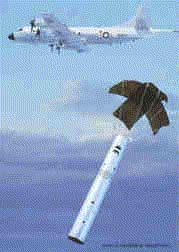
En P-3 Orion släpper en sonarboj.

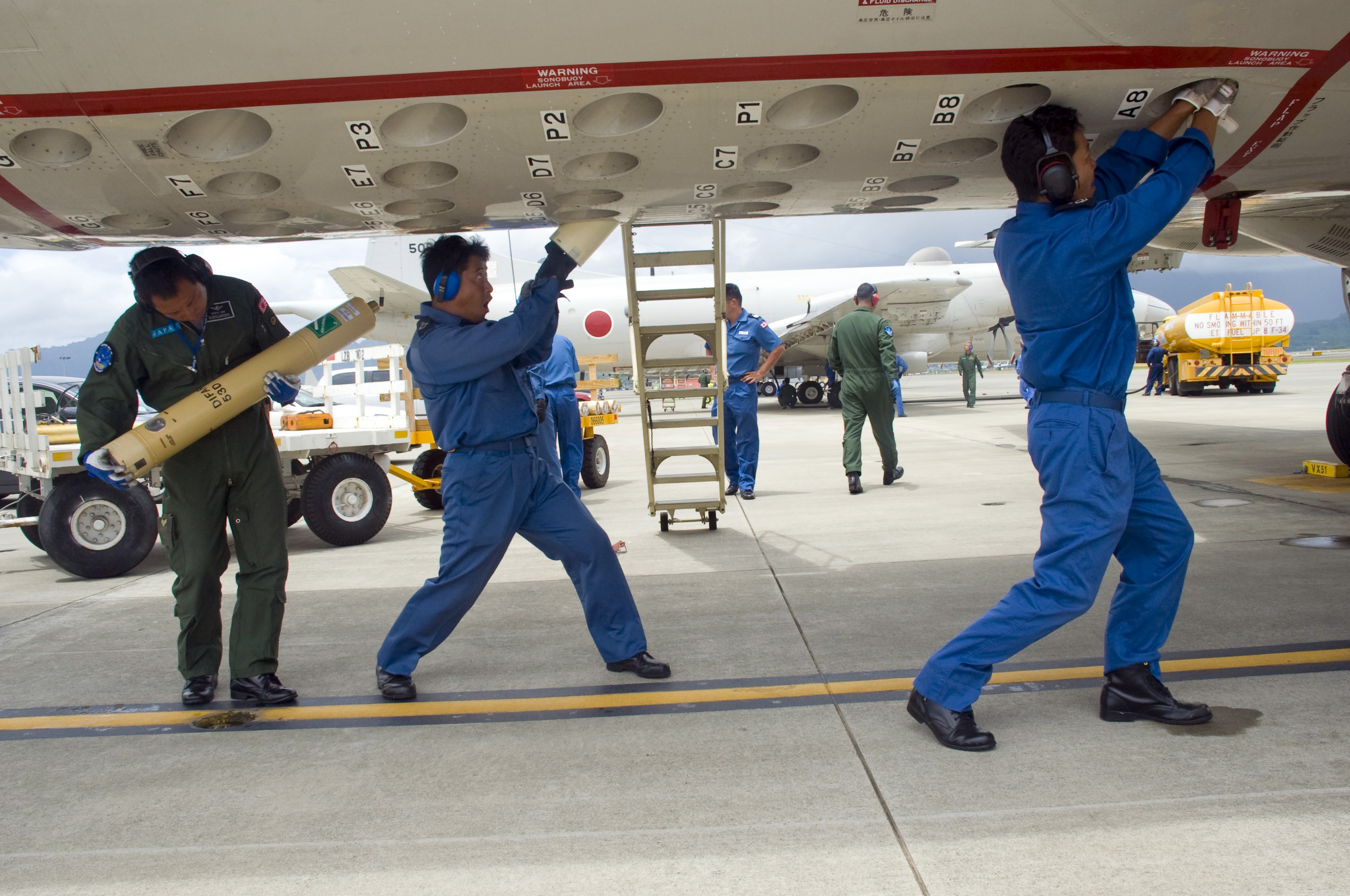
Sonarbojar laddas i sina tuber på en P-3 Orion.

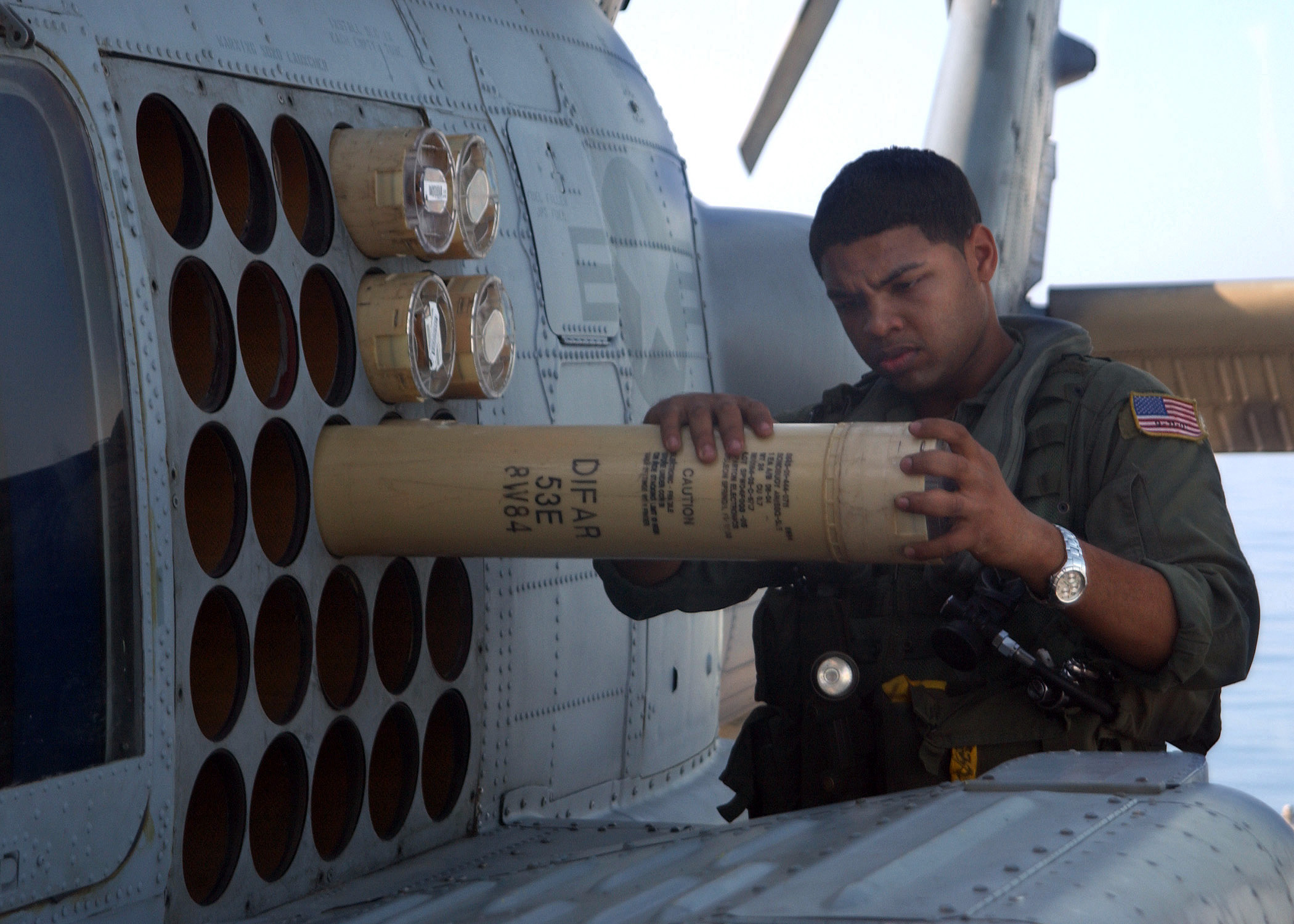
Sonarbojar laddas i sina tuber på en SH-60 Seahawk ombord på robotkryssaren USS Chosin.

En sonarboj eller hydrofonboj är en akustisk engångssensor som släpps i vattnet av fartyg, flygplan eller helikoptrar vid ubåtsjakt.

## Historia
Sonarbojar började utvecklas i Storbritannien under andra världskriget för att ge patrullflygplan som Short Sunderland förmåga att upptäcka och spåra ubåtar i undervatensläge. De användes första gången i juli 1942 under kodnamnet High Tea. Dessa första generationens sonarbojar var stora (1,8 meter höga och 60 cm i diameter), hade dålig batteritid och kort räckvidd. De hade inte heller någon inbyggd signalbehandling utan var beroende av att operatören, som ofta satt i ett bullrigt flygplan, kunde höra ubåten genom bakgrundsbruset.
Efter kriget utvecklades tekniken, främst tack vare transistorn, mot mindre och effektivare sensorer. Sonarbojar har blivit den huvudsakliga undervattenssensorn för ubåtsjaktflygplan. Många ubåtsjakthelikoptrar förlitar sig också på sonarbojar i stället för dopphydrofon. Mindre fartyg kan också använda sonarbojar för att övervaka en större yta än vad deras skrovfasta hydrofon klarar av. Flera bojar ger också möjlighet att kunna triangulera målets position.

### Sverige
Efter ett utlåtande från ubåtsskyddskommissionen 1983 beslutade riksdagen att Sverige skulle införskaffa hydrofonbojsystem för att förstärka ubåtsskyddsförmågan. Dessa kom att användas från hydrofonbojfartyg av Ejdern-klass, helikoptrar och de SH 89 som också införskaffades. Tidigare hade dopphydrofon varit den huvudsakliga undervattenssensorn för helikoptrar.

## Konstruktion
Sonarbojar laddas oftast som enhetspatroner i därför avsedda avfyringstuber, men de kan också fälls som flygbomber eller helt enkelt kastas överbord. De är ofta försedda med fallskärm för att nerslaget i vattnet inte ska bli för våldsamt.
Väl i vattnet delar bojen upp sig i ett flöte med sändare och antenn, ett sänke och däremellan en kabel med sensorer. Sändaren modulerar och sänder de ljud eller ekon som sensorerna uppfattar så länge batterierna räcker. Därefter sjunker bojen.

## Typer

### Passiva bojar
Passiva bojar är den vanligaste typen. De sänder inte ut några ljudpulser utan lyssnar bara på ljud från omgivningen, men kan uppfatta ekon av ljudpulser utsända av närliggande aktiva bojar. De enklaste typerna kan bara avgöra ljudstyrkan, men mer avancerade typer har en signalprocessor som letar efter periodiska svängningar och kan också avgöra från vilken riktning ljudet kommer.
Exempel
- AN/SSQ-53 DIFAR (Directional Frequency Analysis and Recording)
- AN/SSQ-101 ADAR (Air Deployed Active Receiver)
- Sonarboj 111[3]
- Sonarboj 260[4]

### Aktiva bojar
Aktiva bojar sänder ut ljudpulser och lyssnar efter ekon. De har nackdelen att ubåtar i närheten kan upptäcka att de blir spårade. Fördelen är att de även kan upptäcka även mycket tysta ubåtar. De enklaste typerna kan bara upptäcka avståndet till målet, men mer avancerade typer kan även avgöra riktningen till ekot.
Exempel
- AN/SSQ-47 (Range only)
- AN/SSQ-62 DICASS (Directional Command Activated Sonar System)

### Övriga typer
Även andra typer av bojar används. De är egentligen inte sonarbojar men brukar ändå räknas hit eftersom de kan laddas och avfyras från samma tuber.
- Bathythermograf mäter temperatur och salthalt på olika djup för att upptäcka om det finns något inversionsskikt. Exempel: AN/SSQ-36[2]
- Radiobojar gör det möjligt att kommunicera mellan ett flygplan och en ubåt i undervattensläge. Den fungerar dels som en passiv boj, men den kan också ta emot radiomeddelanden från flygplanet och sända ut dem i form av ljud under vattnet.
- Skenmål är bojar som sänder ut förinspelade ljud från till exempel ett fartyg. De kan också ha en radartransponder som gör att flötet ser ut som ett fartyg på radar.
- Radiofyrar kan också fällas på samma sätt för att märka ut ett läge där man har hittat nödställda.
- Märkbojar kan fällas för att markera en viss position, till exempel där man har fått utslag med magnetometer. Bojen markerar sin position med både färgmedel i vattnet för att synas tydligt på dagen och med ett bloss för att synas tydligt på natten.